# Jardins de Séricourt
Les jardins de Séricourt sont un ensemble de jardins dessinés par le paysagiste Yves Gosse de Gorre à Séricourt, dans le Pas-de-Calais, non loin de Saint-Pol-sur-Ternoise, autour de sa propriété.

## Caractéristiques
Créés en 1985 en guise de vitrine pour son activité de pépiniériste, les jardins occupent actuellement environ 4,5 hectares et sont classés jardin remarquable depuis la création du label en 2004. Le jardin a été élu premier jardin de France au Top des Parcs 2005 et plus beau jardin de l'année 2012 par l'association des journalistes des jardins et de l'horticulture.

## Historique

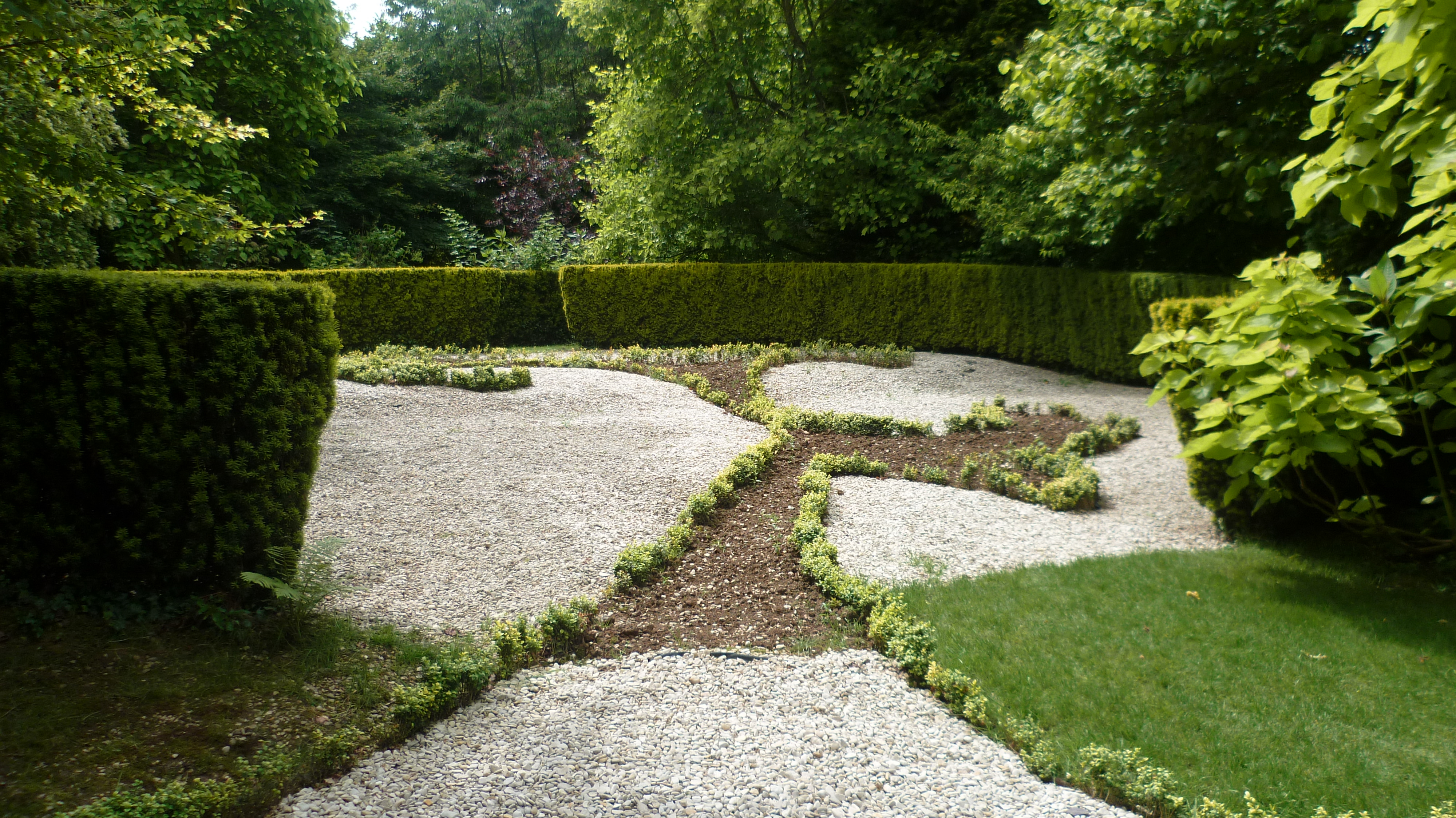
La chambre jaune

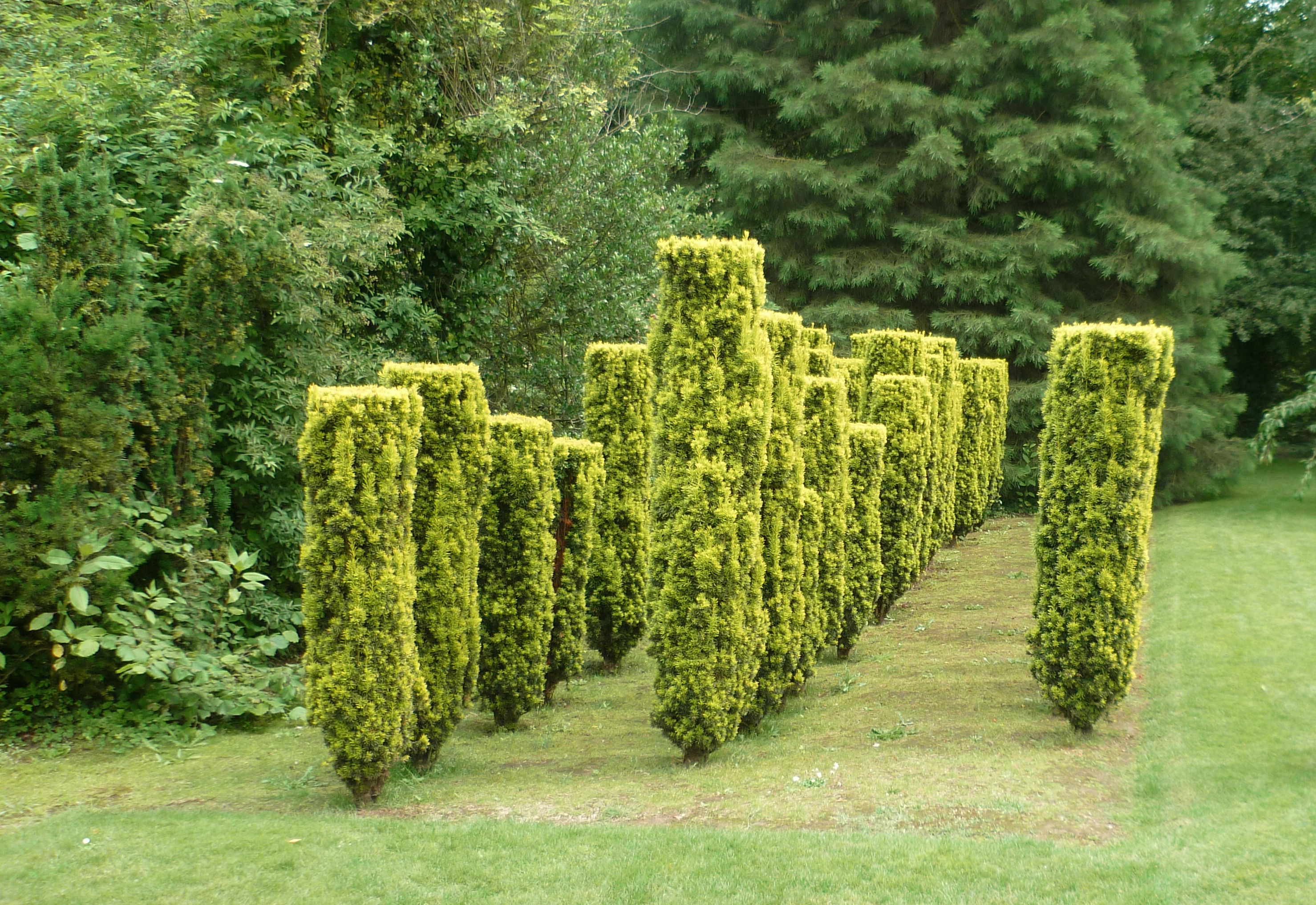
Les "guerriers" du jardin de la guerre

Yves Gosse de Gorre est diplômé de l'École supérieure du jardin et du paysage d'Anderlecht, en Belgique. Il s'installe à Séricourt en 1979, et imagine sa première pépinière en 1983. Il s'inspire de différents thèmes pour ses jardins (comme le jardin de la guerre et le jardin de la paix). En 1990, une mare s'ajoute aux jardins, en 1996 un jardin sur le thème du jaune (la chambre jaune) est dessiné. En 2000, une cathédrale de roses s'appuie sur une série d'arceaux. L'entreprise d'Yves Gosse de Gorre, Les jardins de Séricourt, est reprise par son fils Guillaume. Leur dernière addition aux jardins est le jardin Renaissance, créé en 2012, qui inclut une sculpture de Robert Arnoux.